# Bella & Filippa
Bella & Filippa är en svensk artistduo från Upplands Väsby som består av Filippa Frisell (född 6 juli 1999) och Isabella Snihs (född 31 maj 2000).

## Historik

### 2013–2016
Bella & Filippa har sedan år 2013 drivit en musikvlogg med över 50 000 följare. På deras vlogg har de spelat in covers med en Iphonekamera samt intervjuat artister som Miriam Bryant, Tori Kelly, Shawn Hook och Lukas Graham.

### 2017–ff
Den 18 februari 2017 tävlade duon med sitt bidrag "Crucified" i tredje deltävlingen i Melodifestivalen 2017 där de kom på femte plats. Låten har Bella & Filippa skrivit tillsammans med Filippas pappa Mats Frisell, Jakob Stadell samt Peter Hägerås som också har producerat låten i Starlab Studios i Stockholm. Isabella är den första personen född på 2000-talet att vara med och tävla i Melodifestivalen. Bidraget framfördes med stämsång samt akustisk gitarr.

## Privatliv
Sedan år 2012 är de styvsyskon då Filippas pappa och Isabellas mamma gifte sig.